# Plumbuita
Plumbuita – wieś w Rumunii, w okręgu Călărași, w gminie Tămădău Mare. W 2011 roku liczyła 563 mieszkańców.